# Большеарский сельсовет
Большеарский сельсовет — сельское поселение в Лукояновском районе Нижегородской области Российской Федерации.
Административный центр — село Большая Аря.

## История
Статус и границы сельского поселения установлены Законом Нижегородской области от 15 июня 2004 года № 60-З «О наделении муниципальных образований - городов, рабочих посёлков и сельсоветов Нижегородской области статусом городского, сельского поселения».

## Население
| 2002  | 2010  | 2012  | 2013  | 2014  | 2015  | 2016  |
| ----- | ----- | ----- | ----- | ----- | ----- | ----- |
| 2537  | ↘2121 | ↗2123 | ↘2082 | ↘2051 | ↘1952 | ↘1905 |
| 2017  | 2018  | 2019  | 2020  | 2021  |       |       |
| ↘1854 | ↘1798 | ↘1746 | ↘1690 | ↘1633 |       |       |

## Состав сельского поселения
| №  | Населённый пункт | Тип населённого пункта       | Население |
| -- | ---------------- | ---------------------------- | --------- |
| 1  | Большая Аря      | село, административный центр | ↘547      |
| 2  | Докучаево        | деревня                      | ↘80       |
| 3  | Крапивка         | деревня                      | ↘76       |
| 4  | Ладыгино         | деревня                      | ↘10       |
| 5  | Никулино         | село                         | ↘294      |
| 6  | Новоселки        | село                         | ↘154      |
| 7  | Пичингуши        | село                         | ↘208      |
| 8  | Саврасово        | село                         | ↘425      |
| 9  | Тетюши           | деревня                      | ↘6        |
| 10 | Чиргуши          | село                         | ↘321      |